# Залісянська сільська рада (Старосинявський район)
Заліся́нська сільська́ ра́да — адміністративно-територіальна одиниця та орган місцевого самоврядування у Старосинявському районі Хмельницької області. Адміністративний центр — село Залісся.

## Загальні відомості
Залісянська сільська рада утворена в 1929 році.
- Територія ради: 42,64 км²
- Населення ради: 936 осіб (станом на 2001 рік)
- Територією ради протікає річка Домаха

## Населені пункти
Сільській раді були підпорядковані населені пункти:
- с. Залісся
- с. Подоляни

## Склад ради
Рада складалася з 12 депутатів та голови.
- Голова ради: Українець Володимир Миколайович
- Секретар ради: Юрчишина Ніна Петрівна

### Керівний склад попередніх скликань
| Прізвище, ім'я, по батькові     | Основні відомості                                                              | Дата обрання | Дата звільнення |
| ------------------------------- | ------------------------------------------------------------------------------ | ------------ | --------------- |
| Власюк Василь Степанович        | Сільський голова, 1957 року народження, член Української партії справедливості | 26.03.2006   | 31.10.2010      |
| Українець Володимир Миколайович | Сільський голова, 1962 року народження, освіта вища, безпартійний              | 31.10.2010   |                 |

Примітка: таблиця складена за даними сайту Верховної Ради України

### Депутати
За результатами місцевих виборів 2010 року депутатами ради стали:

#### За суб'єктами висування
| Суб'єкт висування                 | Кількість обраних депутатів | %    |
| --------------------------------- | --------------------------- | ---- |
| Партія «Справедливість»           | 4                           | 33,3 |
| Єдиний Центр                      | 2                           | 16,7 |
| Народна партія                    | 2                           | 16,7 |
| Партія регіонів                   | 2                           | 16,7 |
| Політична партія «Сильна Україна» | 1                           | 8,3  |
| Самовисування                     | 1                           | 8,3  |

#### За округами
| № округу                          | Прізвище, ім'я, по батькові   | Дата визнання обраним | Освіта             | Партійна приналежність       | Відомості про обраного депутата                       |
| --------------------------------- | ----------------------------- | --------------------- | ------------------ | ---------------------------- | ----------------------------------------------------- |
| Єдиний Центр                      |                               |                       |                    |                              |                                                       |
| 3                                 | Патлань Олександр Леонідович  | 03.11.2010            | середня спеціальна | член Єдиного Центру          | Заліссянська загальноосвітня школа І-ІІІ ст., вчитель |
| 8                                 | Мигаль Галина Володимирівна   | 03.11.2010            | вища               | член Єдиного Центру          | Заліссянська загальноосвітня школа І-ІІІ ст., вчитель |
| Народна Партія                    |                               |                       |                    |                              |                                                       |
| 7                                 | Мигаль Сергій Іванович        | 03.11.2010            | середня            | член Народної партії         | Фермерське господарство «Велес Агро М», різноробочий  |
| 9                                 | Колибаба Єфросинія Григорівна | 03.11.2010            | середня            | член Народної партії         | пенсіонер                                             |
| Партія регіонів                   |                               |                       |                    |                              |                                                       |
| 4                                 | Волошин Сергій Анатолійович   | 03.11.2010            | середня            | член Партії регіонів         | тимчасово не працює                                   |
| 5                                 | Марчук Людмила Миколаївна     | 03.11.2010            | середня            | член Партії регіонів         | Фермерське господарство «Велес Агро М», повар         |
| Партія «Справедливість»           |                               |                       |                    |                              |                                                       |
| 1                                 | Колощук Зоя Іванівна          | 03.11.2010            | середня спеціальна | позапартійна                 | Заліссянський дитячий садок, вихователька             |
| 6                                 | Ромашова Ніна Володимирівна   | 03.11.2010            | вища               | член Партії «Справедливість» | Заліссянський дитячий садок, завідувачка              |
| 11                                | Юрчишина Ніна Петрівна        | 03.11.2010            | середня спеціальна | член Партії «Справедливість» | Заліссянська сільська рада, секретар                  |
| 12                                | Федорчук Володимир Сергійович | 03.11.2010            | середня спеціальна | член Партії «Справедливість» | Старосинявська лісове господарство, лісник            |
| Політична партія «Сильна Україна» |                               |                       |                    |                              |                                                       |
| 10                                | Марценюк Валерій Петрович     | 03.11.2010            | середня            | позапартійний                | ТОВ «Елеватор інвестбуд», майстер                     |
| Самовисування                     |                               |                       |                    |                              |                                                       |
| 2                                 | Патлань Таїсія Сергіївна      | 03.11.2010            | середня спеціальна | позапартійна                 | тимчасово не працює                                   |